# Rhododendron sordidum
Rhododendron sordidum är en ljungväxtart som beskrevs av Hutchinson. Rhododendron sordidum ingår i släktet rododendron, och familjen ljungväxter. Inga underarter finns listade i Catalogue of Life.